# Hiroshi Takahashi (tennis de table)
Pour les articles homonymes, voir Takahashi et Hiroshi Takahashi.
Hiroshi Takahashi est un ancien pongiste japonais né en 1942. Il a été classé n°4 mondial en 1965.
Il a notamment remporté les championnats asiatiques en simple et en double en 1963 ainsi que les Jeux asiatiques en double en 1966.